# Tim de Cler
Tim de Cler (ur. 8 listopada 1978 w Lejdzie) – holenderski piłkarz grający na pozycji obrońcy.

## Kariera
De Cler zaczynał piłkarską karierę w małym klubie z rodzinnej miejscowości Lejdy o nazwie Lugdunum. Pierwszym poważnym klubem de Clera był od razu słynny AFC Ajax. W barwach tej właśnie drużyny Tim zadebiutował w Eredivisie, a miało to miejsce 23 kwietnia 1998 roku w wygranym 6-1 meczu z Willem II Tilburg, kiedy to de Cler zastąpił legendę Ajaksu, Danny’ego Blinda. Jednakże w sezonie 1997/1998 był to jego jedyny występ w lidze. Dopiero w kolejnych sezonach grał więcej, ale tylko w sezonie 2000/2001 miał miejsce w podstawowym składzie. Ogółem de Cler w Ajaksie wystąpił w 76 meczach ligowych i zdobył 2 bramki. Do największych sukcesów należą 2 mistrzostwa Holandii (1998 i 2002) oraz 3 Puchary Holandii (1998, 1999 i 2002).
Po zwycięskim w Eredivisie dla Ajaksu sezonie (2001/2002) trener Ronald Koeman nie widział miejsca w składzie dla de Clera, w związku z tym Tim odszedł za darmo do AZ Alkmaar. I właśnie w klubie z Alkmaar stał się podstawowym zawodnikiem w każdym sezonie, a z czasem stając się jednym z czołowych obrońców ligi. Wydatnie pomógł AZ Alkmaar w awansie do półfinału Pucharu UEFA w sezonie 2004/2005 oraz w zdobyciu wicemistrzostwa Eredivisie w sezonie 2005/2006, a AZ już nie należy do średniaków ligi tylko jest jedną z czołowych jej drużyn. W sezonie 2006/2007 zajął z Alkmaarem 3. miejsce w Eredivisie, a po sezonie podpisał 4-letni kontrakt z Feyenoordem.
Dobra gra w AZ Alkmaar spowodowała, że Timem zainteresował się selekcjoner Marco van Basten i 17 sierpnia 2005 roku umożliwił mu debiut w zremisowanym 2-2 meczu z reprezentacją Niemiec. De Cler był jednym z 5 zawodników AZ Alkmaar powołanych do 23-osobowej kadry na finały Mistrzostw Świata w Niemczech. 28 maja 2008 został powołany przez Marco van Bastena do kadry na Euro 2008.
| Sezon   | Klub                | Kraj     | Rozgrywki                 | Mecze | Gole |
| ------- | ------------------- | -------- | ------------------------- | ----- | ---- |
| 1997/98 | AFC Ajax            | Holandia | Eredivisie                | 1     | 0    |
| 1998/99 | AFC Ajax            | Holandia | Eredivisie                | 12    | 0    |
| 1999/00 | AFC Ajax            | Holandia | Eredivisie                | 21    | 0    |
| 2000/01 | AFC Ajax            | Holandia | Eredivisie                | 25    | 2    |
| 2001/02 | AFC Ajax            | Holandia | Eredivisie                | 17    | 0    |
| 2002/03 | AZ Alkmaar          | Holandia | Eredivisie                | 30    | 2    |
| 2003/04 | AZ Alkmaar          | Holandia | Eredivisie                | 33    | 0    |
| 2004/05 | AZ Alkmaar          | Holandia | Eredivisie                | 32    | 1    |
| 2005/06 | AZ Alkmaar          | Holandia | Eredivisie                | 30    | 0    |
| 2006/07 | AZ Alkmaar          | Holandia | Eredivisie                | 32    | 1    |
| 2007/08 | Feyenoord Rotterdam | Holandia | Eredivisie                | 32    | 1    |
| 2008/09 | Feyenoord Rotterdam | Holandia | Eredivisie                | 19    | 0    |
| 2009/10 | Feyenoord Rotterdam | Holandia | Eredivisie                | 7     | 0    |
| 2010/11 | Feyenoord Rotterdam | Holandia | Eredivisie                | 29    | 0    |
| 2011/12 | AEK Larnaka         | Cypr     | Protathlima A’ Kategorias | 26    | 0    |
| 2012/13 | AEK Larnaka         | Cypr     | Protathlima A’ Kategorias | 20    | 0    |